# فيلق الشرق الأقصى الفرنسي
فيلق الشرق الأقصى الفرنسي ( (بالفرنسية: Corps Expéditionnaire Français en Extrême-Orient)‏ </link> CEFEO ) كان فيلق مُكون من قوات مستعمرات فرنسا تابع لجيش الاتحاد الفرنسي والتي تم تشكيلها في البداية في الهند الصينية الفرنسية في عام 1945 خلال حرب المحيط الهادئ. قاتل الفيلق لاحقًا وخسر في حرب الهند الصينية الأولى ضد قوات اتحاد تحرير فيتنام الثورية (الفيت مين) .
كان الفيلق يتكون إلى حد كبير من جنود المُستعمرات المُجندين طوعًا من أراضي الاتحاد الفرنسي الاستعمارية أو المحميات، باستثناء واحد وهو الفيلق الأجنبي الفرنسي ، والذي يتكون بشكل أساسي من متطوعين من أوروبا وبقية العالم. لم يَخدم المجندون الفرنسيون في الفيلق إلا إذا تطوعوا للقيام بذلك. كان حوالي نصف إجمالي أفراد الفيلق جنودًا فرنسيين محترفين، وخدم معظمهم مع المظليين والمدفعية والوحدات المتخصصة الأخرى.

## تاريخ

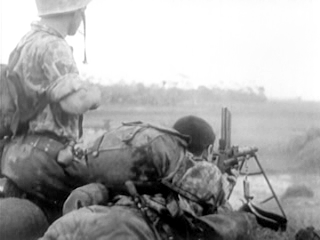
جنود يطلقون النار برشاش FM 24/29 عام 1952.

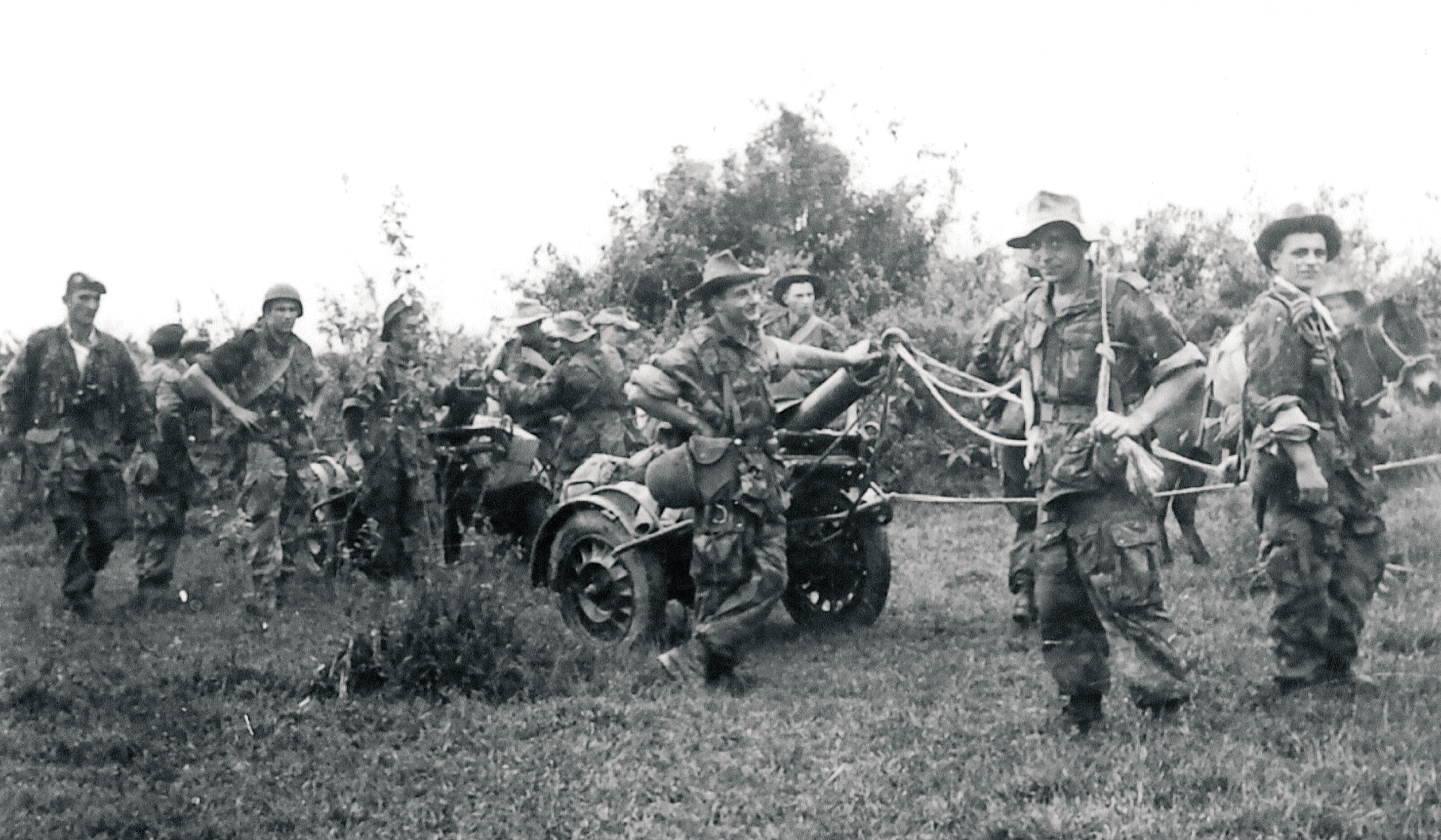
جنود سرية المظلات الثقيلة الأجنبية الأولى عام 1954.

### التكوين
كان الفيلق يتكون إلى حد كبير من جنود محليين تم تجنيدهم طوعًا من أراضي الاتحاد الفرنسي الاستعمارية أو المحمية في شمال غرب أفريقيا والمغرب العربي (المغرب والجزائر وتونس)، وأفريقيا جنوب الصحراء الكبرى، ومدغشقر ، وجنوب شرق آسيا. كان الاستثناء هو الفيلق الأجنبي الفرنسي الذي كان يتكون بشكل أساسي من متطوعين أوروبيين.
في عام 1954، شمل الفيلق 177,000 رجل، بما في ذلك 59,000 جنديًا من المُستعمرات. شكل الجنود المستعمرات الجزء الأكبر من القوات البرية. بين عامي 1947 و1954، وصل 122,900 من شمال إفريقيا و60,340 من الأفارقة السود إلى الهند الصينية، أو ما مجموعه 183,240 أفريقيًا. في 1 فبراير 1954، كانوا يمثلون 43.5% من 127,785 رجلًا من القوات البرية (باستثناء الفيتناميين الأصليين). كانت معظم الوحدات المحمولة جواً المحترفة (BPC) ورئاسة الأركان بأكملها من الفرنسيين، وكذلك بعض وحدات المدفعية والوحدات المتخصصة. 
من سبتمبر 1945 إلى وقف إطلاق النار في يوليو 1954، خدم إجمالي 488,560 رجلاً وامرأة في الهند الصينية: 
- 223,467 فرنسي من فرنسا الكبرى
- 122,920 جزائري وتونسي ومغربي
- 72,833 من الفيلق الأجنبي (بما في ذلك الألمان والإيطاليون والإسبان والمجريون والبولنديون والأوكرانيون والتشيك والعديد من الجنسيات الأخرى)
- 60,340 من أفريقيا جنوب الصحراء الكبرى

### الحل عام 1956
بعد انسحاب آخر قوات الفيلق من دول فيتنام ولاوس وكمبوديا المستقلة في عام 1956، تم حل الفيلق من قبل الجنرال (بيير جاكوت) .

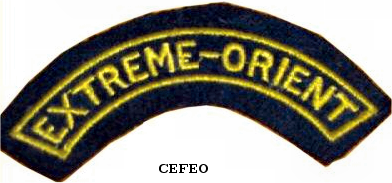
شارة رقعة الكتف الفيلق تحمل علامة "الشرق الأقصى".

## أنظر أيضا
- حرب الهند الصينية الأولى
- الاتحاد الفرنسي
- الجيش الوطني الفيتنامي

## روابط خارجية
- زي CEFEO نسخة محفوظة 2011-07-13 على موقع واي باك مشين. </link>
- ترتيب معركة الهند الصينية، 1 فبراير 1942
- باللغة الفرنسية FEFO المقاومة الفرنسية في الهند الصينية (1943-1945)
- باللغة الفرنسية موقع اتحاد المحاربين القدامى
- باللغة الفرنسية تطور CEFEO (أرشيف الدفاع الفرنسي)
- باللغة الفرنسية قطار CEFEO نسخة محفوظة 2007-09-28 على موقع واي باك مشين.